# Nat Finkelstein
Nat L. Finkelstein (* 17. Januar 1933 in Brooklyn, New York City; † 2. Oktober 2009 in Shandaken, New York) war ein US-amerikanischer Fotograf, Fotojournalist und Buchautor. Finkelstein wurde in den 1960er Jahren hauptsächlich durch seine Fotografien aus Andy Warhols Factory bekannt.

## Leben
Finkelstein erlernte die Fotografie bei Alexei Brodowitsch, dem Art Director von Harper’s Bazaar. Er arbeitete zunächst als Fotojournalist für die Fotoagenturen Black Star und PIX, für die er hauptsächlich über die politische Entwicklung der verschiedenen New Yorker Subkulturen berichtete. Seine ersten Ausstellungen machte er 1963 in der Fifth Street Gallery und 1964 in dem bekannten Künstlertreffpunkt Cedars Bar. Ab 1964 schloss sich Finkelstein der Warholschen Factory an, der er drei Jahre angehörte. Seine Fotografien der Warhol-Entourage in der legendären „Silver Factory“ gehören zu den bekanntesten ihrer Zeit und bekamen ob ihres fotodokumentarischen Wertes eine Art Kultsymbolcharakter.
1968 gestaltete Finkelstein gemeinsam mit Warhol das Künstlerbuch The Andy Warhol Index. Finkelsteins Arbeiten finden sich weltweit in den Sammlungen bekannter Museen und Galerien, so unter anderem im New Yorker Metropolitan Museum of Art, im Whitney Museum of American Art, im Andy Warhol Museum in Pittsburgh, im Victoria and Albert Museum, der Tate Modern und der Saatchi Gallery in London, im Stedelijk Museum, Amsterdam, im Centre Georges Pompidou in Paris und in Deutschland im Museum Ludwig in Köln, sowie in diversen Privatsammlungen. Finkelsteins Künstlerbücher gehören zu begehrten Sammlerobjekten.
Finkelsteins Fotoessays werden bis heute in diversen Publikationen wie Time, Life, Sports Illustrated, Vogue, The New York Times Magazine, Rolling Stone oder in der Londoner Times abgedruckt. 2006 veröffentlichte Finkelstein zusammen mit David Dalton die Biografie Edie Factory Girl über die Warhol-Muse Edie Sedgwick.

## Veröffentlichungen
- 1968: The Andy Warhol Index, (mit Andy Warhol), Künstlerbuch, limitierte Auflage
- 1989: Andy Warhol: The Factory Years 1964–1967, St. Martins Press, ISBN 0-312-02857-1
- 1990, Andy Warhol: A Portfolio, limitierte Auflage
- 1991: Girlfriends, Künstlerbuch, limitierte Auflage
- 1993: Merry Monsters, Künstlerbuch, limitierte Auflage
- 2000: Andy Warhol: The Factory Years 1964–1967, neue überarbeitete Ausgabe, Teneues Verlag, ISBN 1-57687-090-1
- 2006: Edie Factory Girl, mit David Dalton; Neuauflage bei Powerhouse Books, New York 2007, ISBN 978-1-57687-346-5